# Delfín Huergo
Delfín Huergo è una località dell'Argentina, parte del partido di Adolfo Alsina nella provincia di Buenos Aires, al confine con la provincia di La Pampa.
Si trova 520 km a sudovest rispetto a Buenos Aires e 44 km a sudovest di Carhué, capoluogo del partido.

## Storia
la storia del centro abitato inizia nel 1908 con l'apertura della stazione ferroviaria. Attorno ad essa si sviluppò un piccolo villaggio, sostentato dall'esportazione dei prodotti delle fattorie locali. La chiusura della stazione nel corso degli anni '60 provocò un calo delle attività e un successivo spopolamento.

## Società

### Evoluzione demografica
abitanti censiti

La città ha una popolazione di 14 abitanti che rappresenta una diminuzione del 62% rispetto ai 37 abitanti del censimento precedente( Indec, 2001).

## Infrastrutture e trasporti
La città è raggiunta dalla linea ferroviaria Sarmiento, che va da Huinca Renancò a Darregueira.